# Inre utlänningskontroll
Inre utlänningskontroll är en personkontroll av en utlänning som utförs inne på en stats territorium med syfte att fastställa om den kontrollerade personen har rätt att uppehålla sig på statens territorium. Den får normalt utföras över hela landet. Inre utlänningskontroller används i viss utsträckning inom Schengenområdet för att kompensera de avskaffade gränskontrollerna vid de inre gränserna.
I en del EU-länder, särskilt i södra Europa är id-kontroller för att hitta både utlänningar och efterlysta rutin sedan många år tillbaka, och det är lag på att ha id-handling, så att den som inte innehar det kan gripas bara av det skälet för kontroll av identitet. I de nordiska länderna finns inte krav på att inneha id-handling, och rutinmässiga id-kontroller sker knappast eftersom det är svårt gå vidare med den som vägrar uppge identitet, såvida de inte är brottsmisstänkta.